# Comano (Olaszország)
Comano település Olaszországban, Massa-Carrara megyében. Lakosainak száma 667 fő (2023. január 1.). Comano Licciana Nardi, Monchio delle Corti, Ventasso és Fivizzano községekkel határos.

## Népesség
A település népességének változása:
| Lakosok száma | 704  | 715  | 667  |
|               | 2017 | 2018 | 2023 |